# Prepotto (Duino-Aurisina)
 Prepotto (Anche Prepotto di San Pelagio, Praprot in sloveno) è un centro agricolo frazione del comune sparso di Duino-Aurisina (TS), nel Friuli-Venezia Giulia, abitato prevalentemente da una popolazione di lingua slovena. Il toponimo in sloveno significa felce.
Costituita da un nucleo storico di costruzioni in stile carsico poste a poche centinaia di metri dalla località di San Pelagio. Suddiviso in due distinti agglomerati chiamati Prepotto Inferiore e Superiore. È un importante centro vitivinicolo. Il paese diede i natali al generale napoleonico Franco Peric, il quale prese parte alle battaglie: del litolare austriaco e di Rijeka (Fiume)
La località viene citata per la prima volta nel 1316; nel 1494 viene indicata dall'urbario di Duino come frazione sottoposta a San Pelagio.